# Dušan Rajović
Dušan Rajović, nascido a 19 de novembro de 1997, é um ciclista sérvio, profissional desde 2017 e que atualmente milita no conjunto NIPPO DELKO One Provence.

## Palmarés
2016
- Campeonato da Sérvia Contrarrelógio

2017
- Campeonato da Sérvia Contrarrelógio
- 1 etapa da Volta ao Lago Qinghai
- Croácia-Eslovénia

2018
- Grande Prêmio Izola[2]
- Campeonato da Sérvia em Estrada
- 1 etapa da Volta ao Lago Qinghai
- Croácia-Eslovénia

2019
- Grande Prêmio Internacional de Rodas
- 1 etapa da Volta a Rodas
- 1 etapa do Tour de Bihor
- Campeonato da Sérvia em Estrada
- 1 etapa da CRO Race